# Placilla
Placilla is een gemeente in de Chileense provincie Colchagua in de regio Libertador General Bernardo O'Higgins. Placilla telde 8.738 inwoners in 2017 en heeft een oppervlakte van 147 km².